# Deathlike Silence Productions
Deathlike Silence Productions fue una discográfica independiente de Oslo, Noruega fundada a finales de los años 80 que se encargaba principalmente de black metal. Fue la primera discográfica independiente en hacer esto. Fue fundada por Øystein Aarseth, (alias Euronymous), quien se encargó de ésta hasta su muerte en 1993. El nombre fue tomado de la canción de Sodom, "Deathlike Silence" de su álbum de 1986, Obsessed by Cruelty. En un principio, la discográfica tenía la intención de firmar con bandas noruegas, pero en 1990 Aarseth acordó firmar con Morgan Steinmeyer Håkansson (alias Evil) de la banda sueca, Marduk, y en sus últimos años extendieron sus redes a otros países, como Japón. Aarseth estaba considerando la posibilidad de firmar con Rotting Christ antes de su muerte.

## Producciones
- Anti-Mosh 001: Merciless - The Awakening - (1989)
- Anti-Mosh 002: Burzum - Burzum - (1992)
- Anti-Mosh 003: Mayhem - Deathcrush (EP) - (1993) (Relanzamiento del original Deathcrush EP de 1987)
- Anti-Mosh 004: Abruptum - Obscuritatem Advoco Amplectére Me - (1993)
- Anti-Mosh 005: Burzum - Aske (EP) - (1993)
- Anti-Mosh 006: Mayhem - De Mysteriis Dom Sathanas - (1994)
- Anti-Mosh 007: Sigh - Scorn Defeat - (1993)
- Anti-Mosh 008: Enslaved - Vikingligr Veldi - (1994)
- Anti-Mosh 009: Abruptum - In Umbra Malitiae Ambulabo, In Aeternum In Triumpho Tenebraum - (1994)